# Le Jardin sonore
Le Jardin sonore est une œuvre publique permanente située à Douala au Cameroun. Réalisée par Lucas Grandin en 2010, elle se présente comme une structure en bois construite sur trois étages à la fois point de vue panoramique sur le fleuve Wouri, jardin botanique et orgue de percussion de gouttes d'eau.

## L'œuvre
En février 2010, Lucas Grandin a commencé à construire son Jardin sonore, une structure en bois construite sur trois étages à la fois point de vue panoramique sur le fleuve Wouri, jardin botanique et orgue de percussion de gouttes d'eau. Le travail de Lucas Grandin a suscité l'intérêt passionné des habitants du quartier, la création d'un lieu de socialisation et de contemplation couvrant la cacophonie urbaine par ses gouttes d'eau. Pendant le salon SUD 2010, l'artiste a engagé les habitants de Bonamouti, dans le processus de production (par des réunions préparatoires), sur la requalification de la zone (utilisée avant comme dépôt sauvage tombant dans le fleuve), et sur l'élaboration de la structure du bâtiment.
Le jardin botanique, situé dans le périmètre de la structure en bois, accueille des fleurs, des plantes cosmétiques, des épices et des plantes thérapeutiques. Le Jardin sonore est équipé d'un système d'irrigation durable par « goutte à goutte », qui permet d'atteindre une autonomie en eau allant jusqu'à six mois. L'eau de pluie est collectée, stockée dans des barils puis distribuée via des tubes transparents au jardin vertical en utilisant un système de goutte à goutte hydroponique. Ce système permet de ne pas perdre d'eau et, en même temps, ne nécessite pas un arrosage régulier de la part des habitants.
Les gouttes d'eau tombent dans des boîtes de tailles différentes, créant des notes et nourrissant les plantes pour les habitants de Bonamouti. Différents sons sortent du jardin, ils sont directement liés aux besoins en eau des plantes. Ce jardin suspendu pousse au son de l'eau et invite le public à contempler le fleuve Wouri de chacun de ses trois niveaux.
Le Jardin sonore est d'une hauteur de 10 mètres, longueur de 6,83 mètres, une largeur maximale de 4,52 mètres. Sa superficie totale est de 35 mètres carrés d’espace repartis sur trois niveaux (Rez de chaussée 20 m2, 1er étage 10 m2 et 2e étage 5 m2)
Il fut inauguré pendant le SUD - Salon Urbain de Douala 2010.

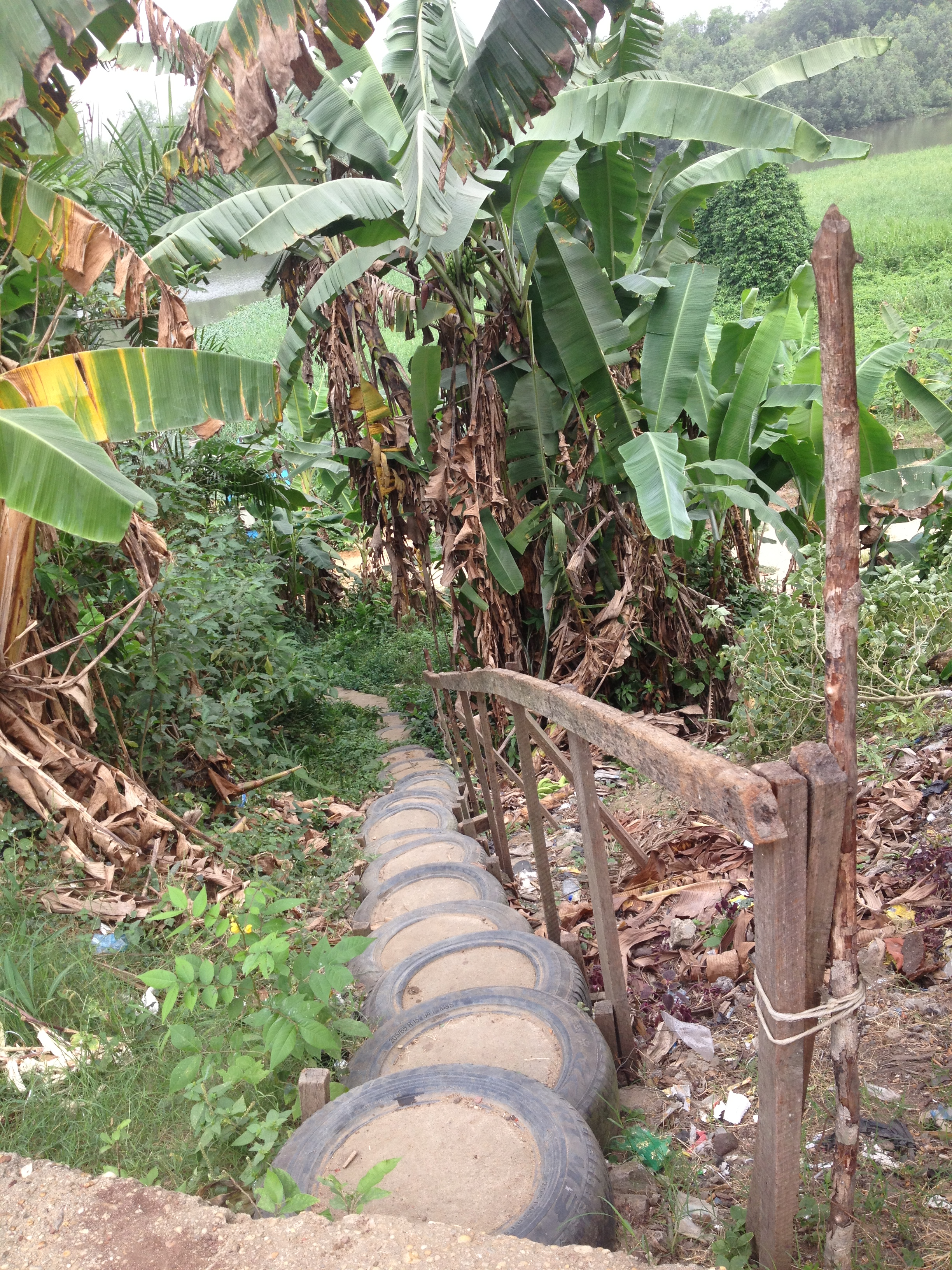
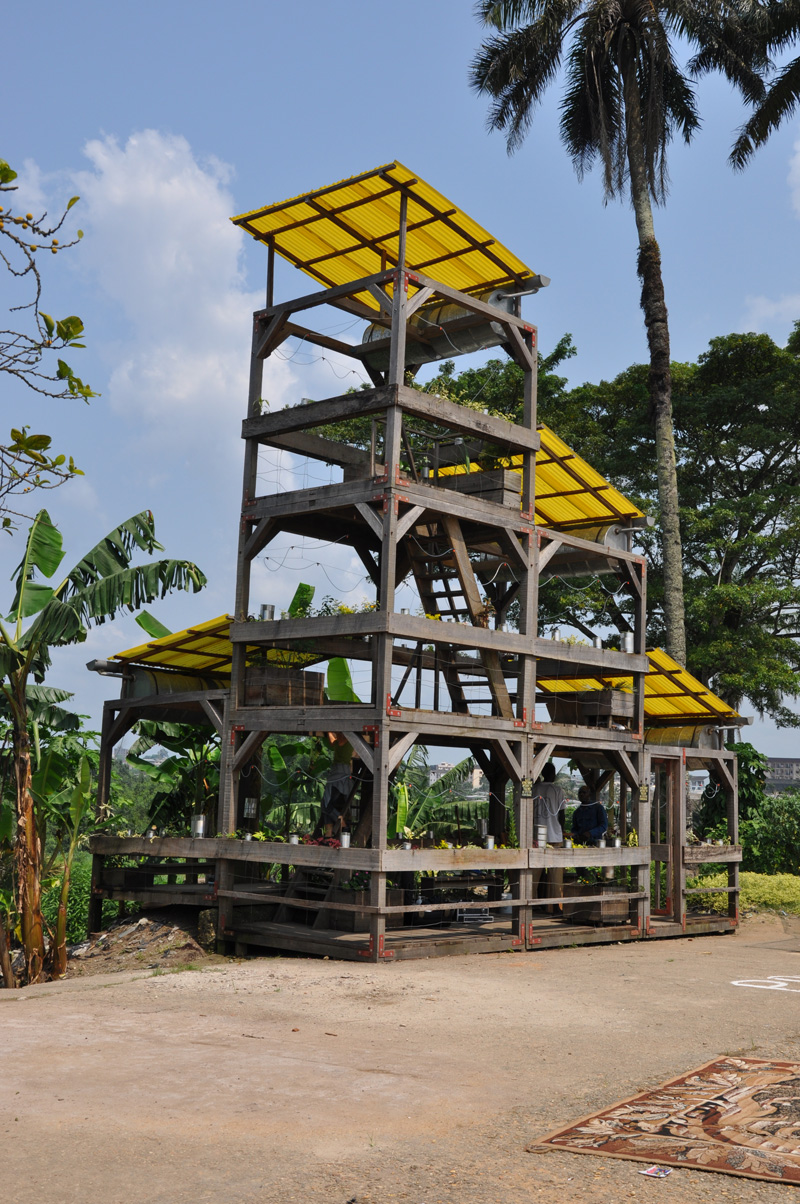
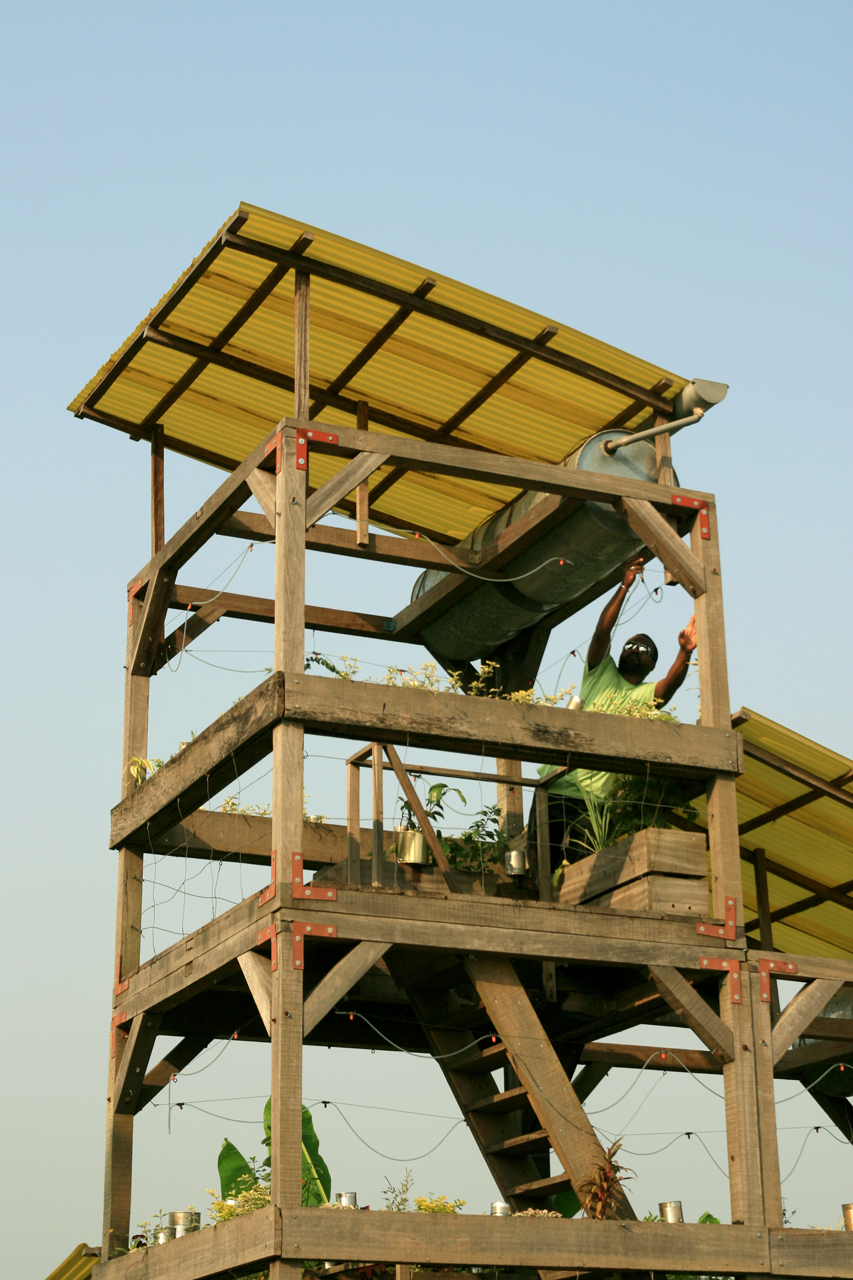
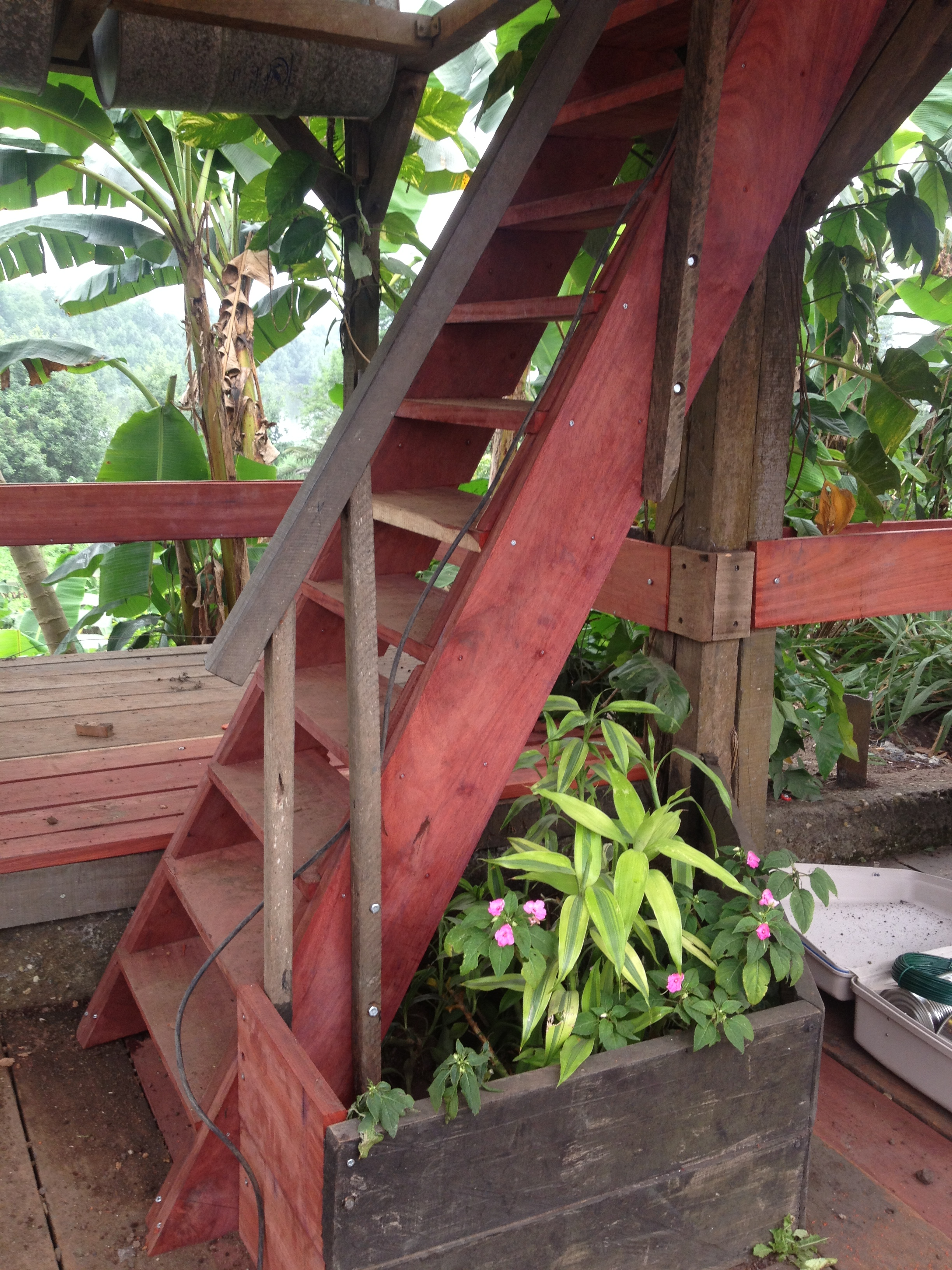
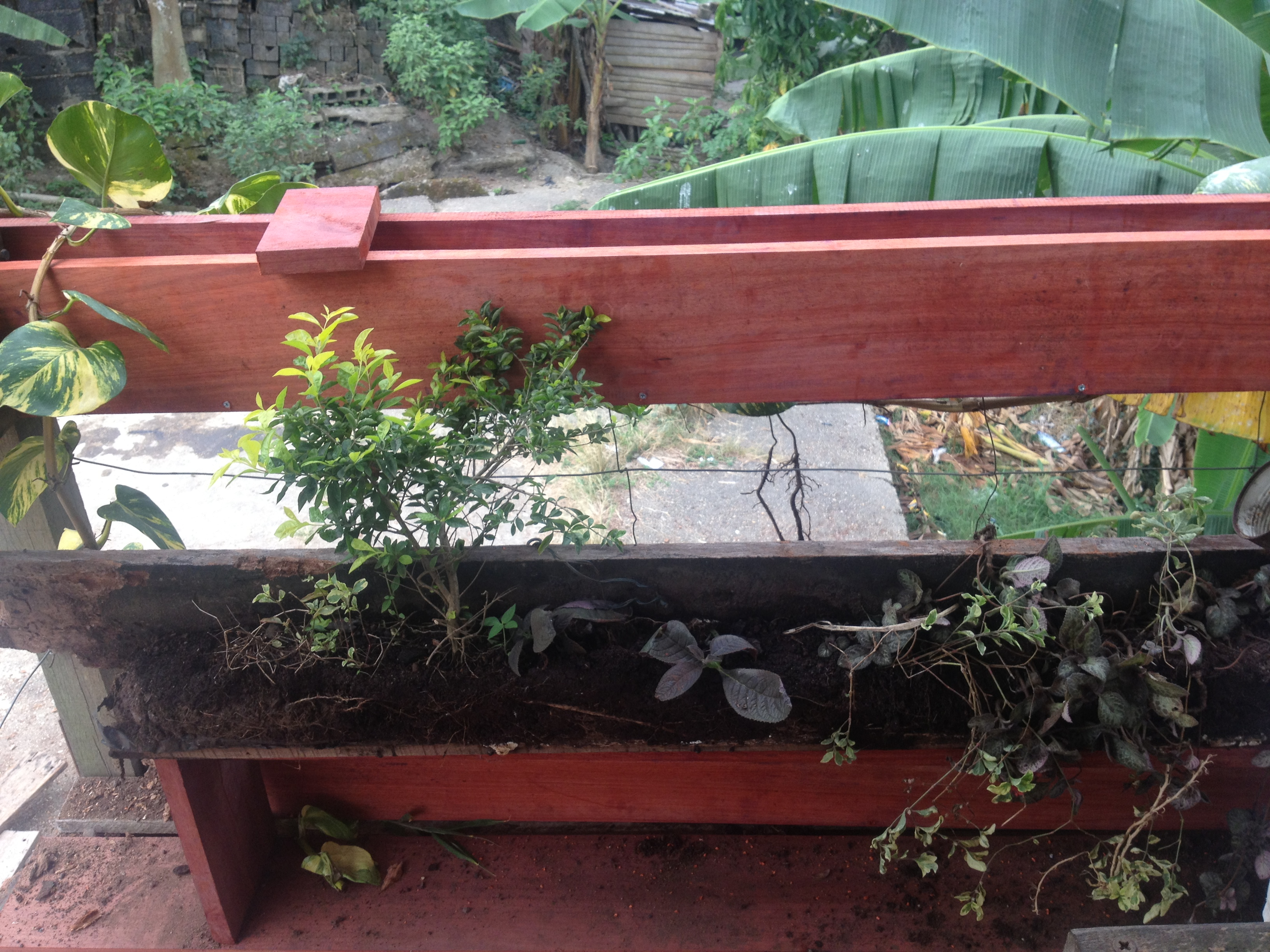
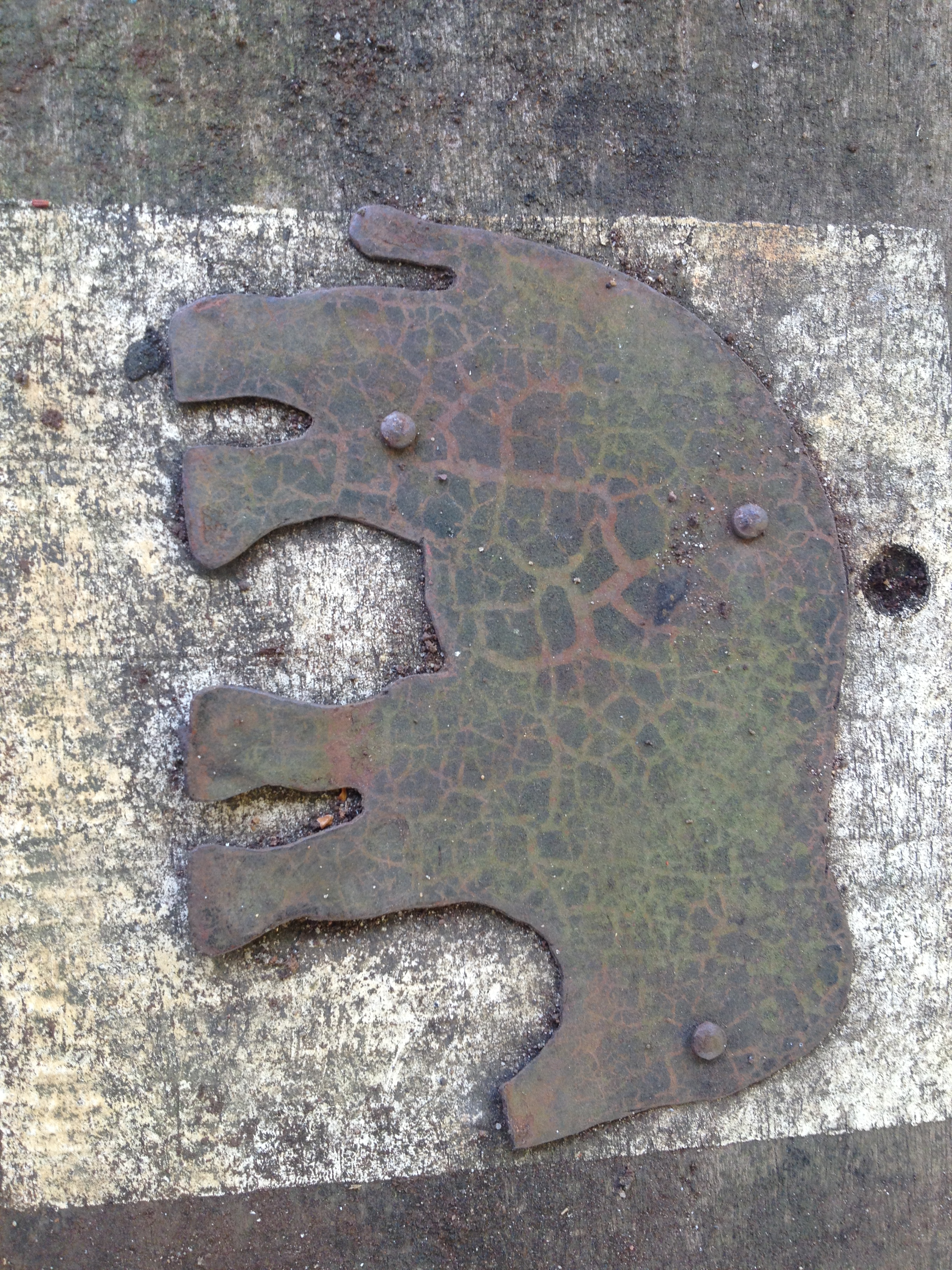
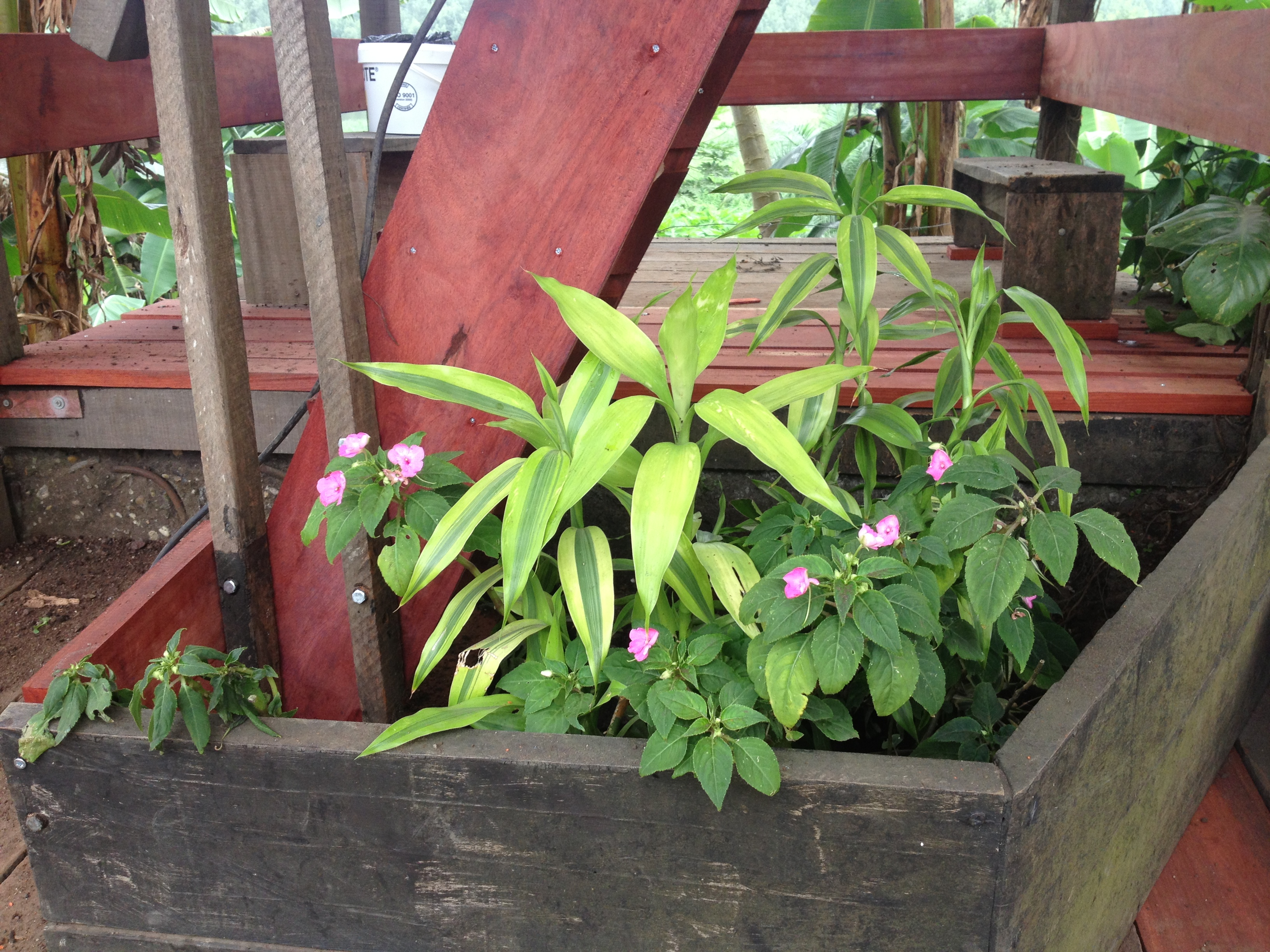
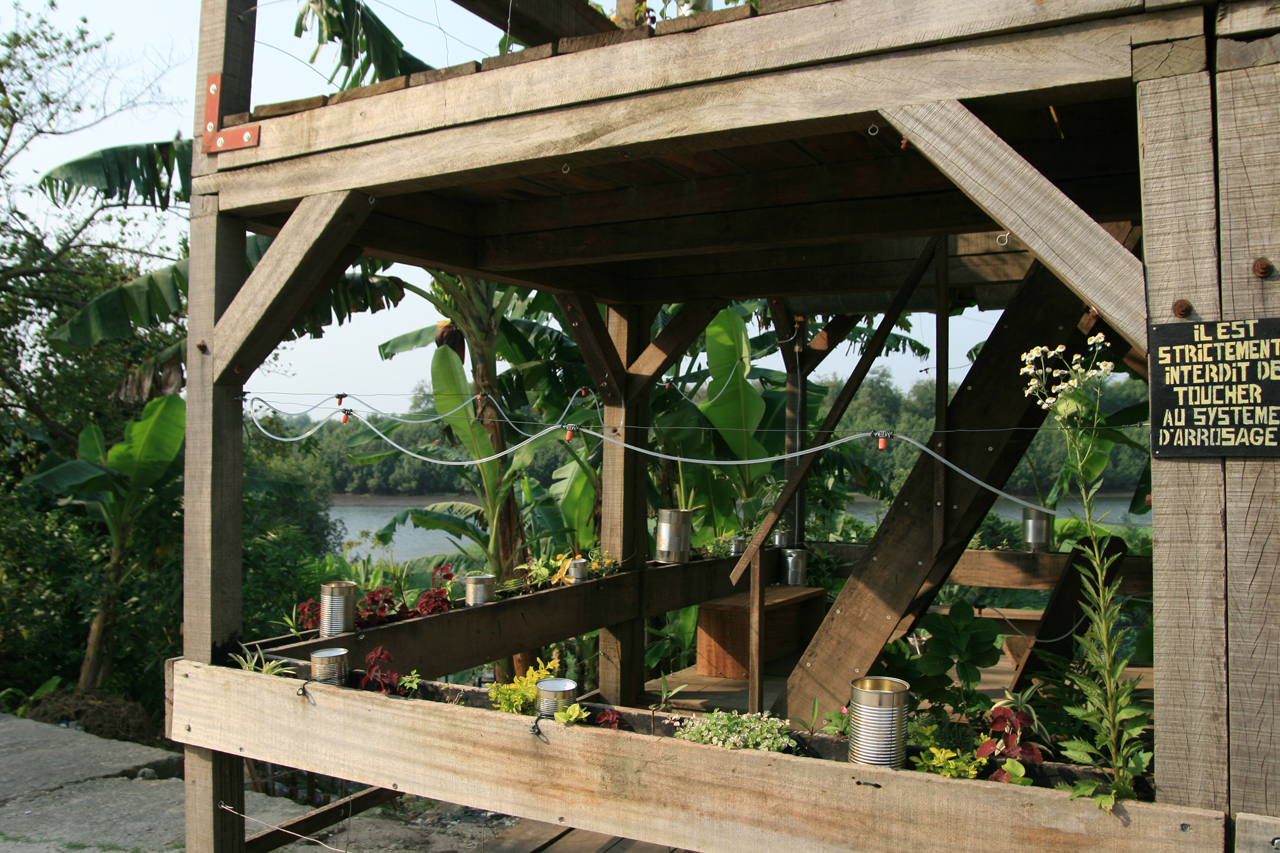
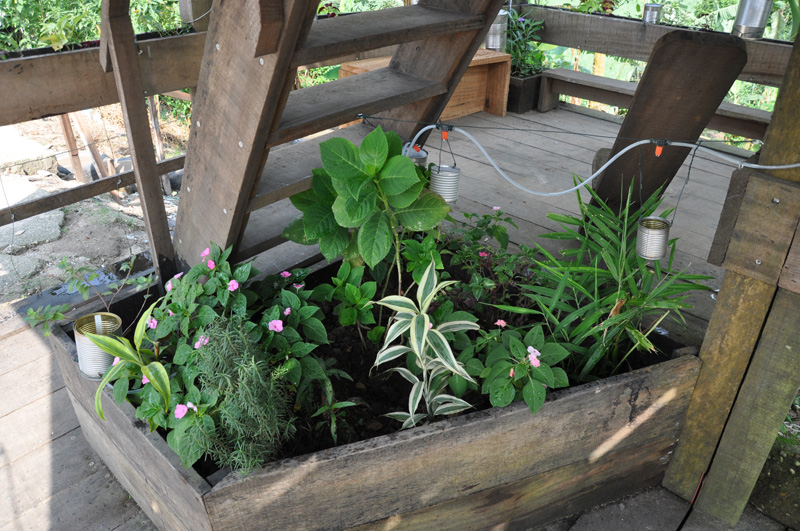
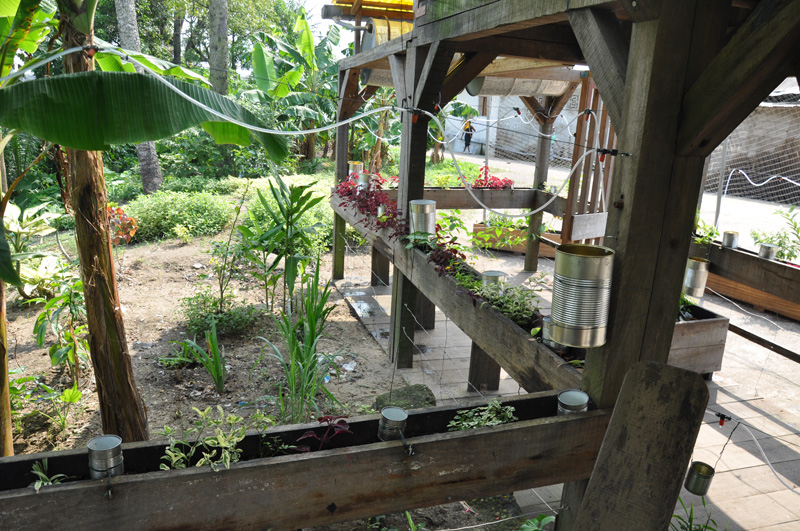
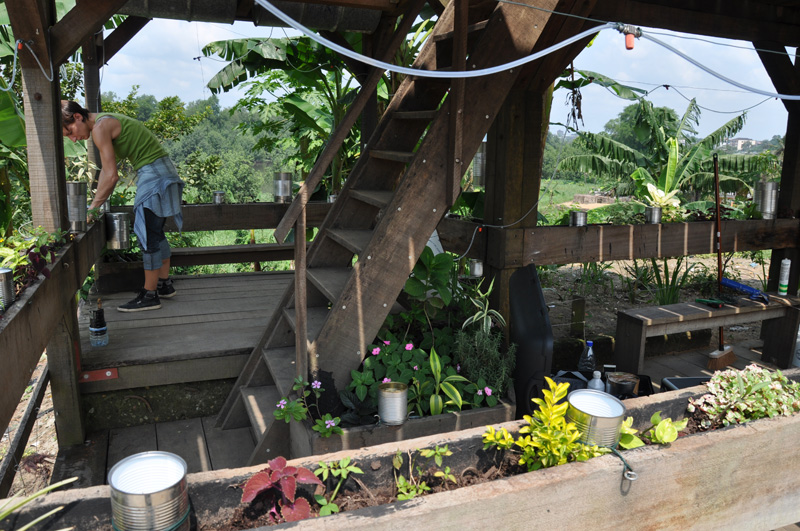
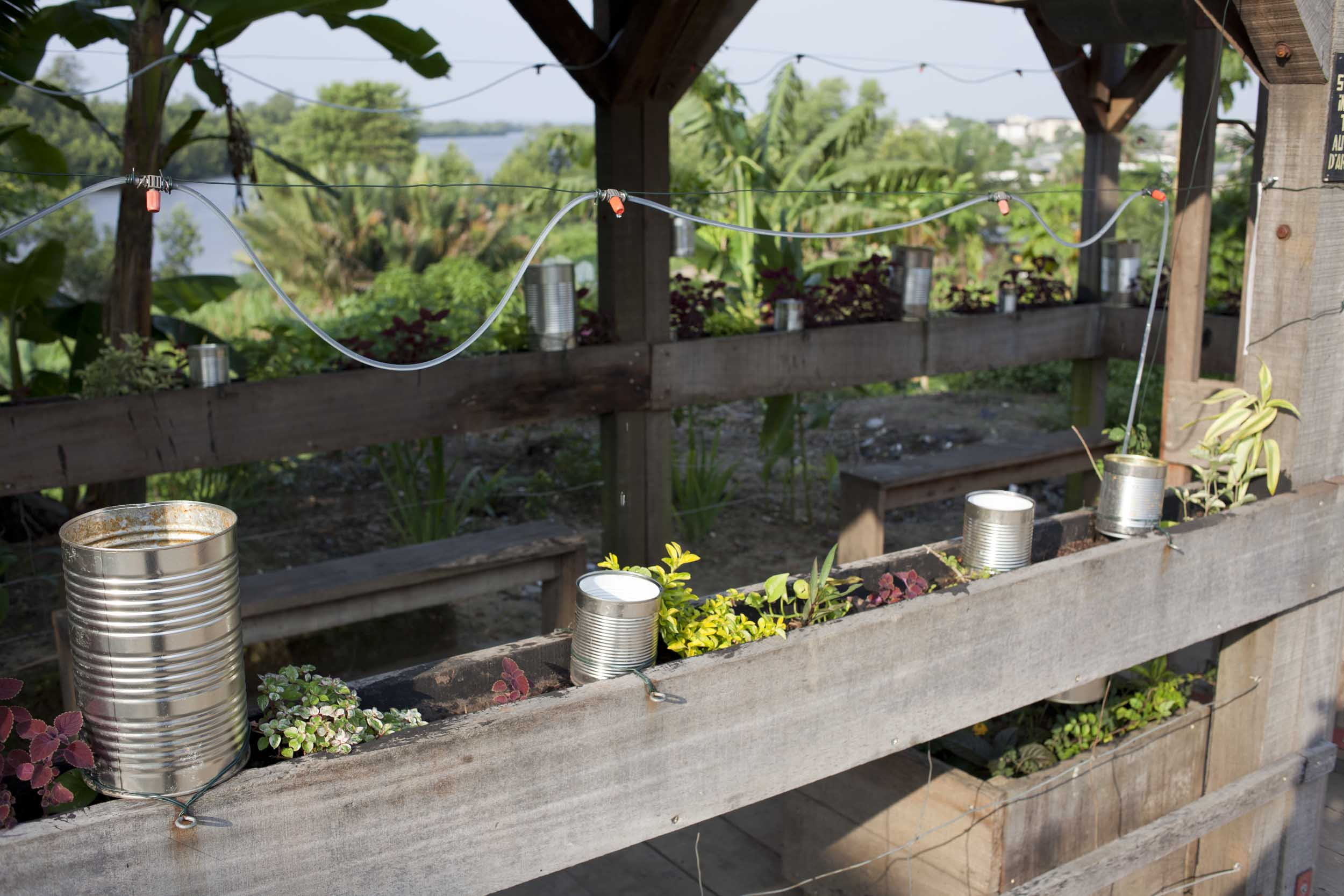
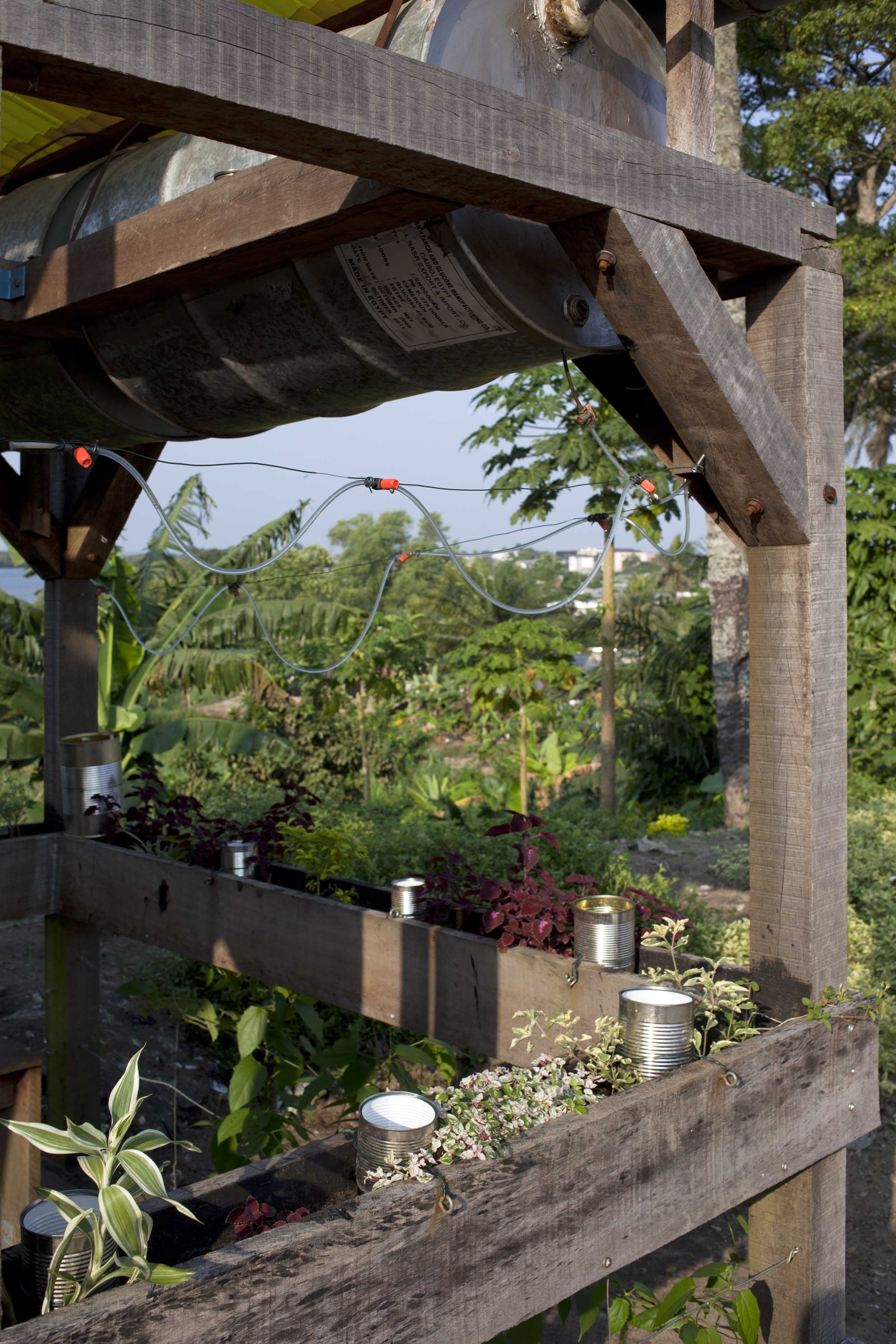
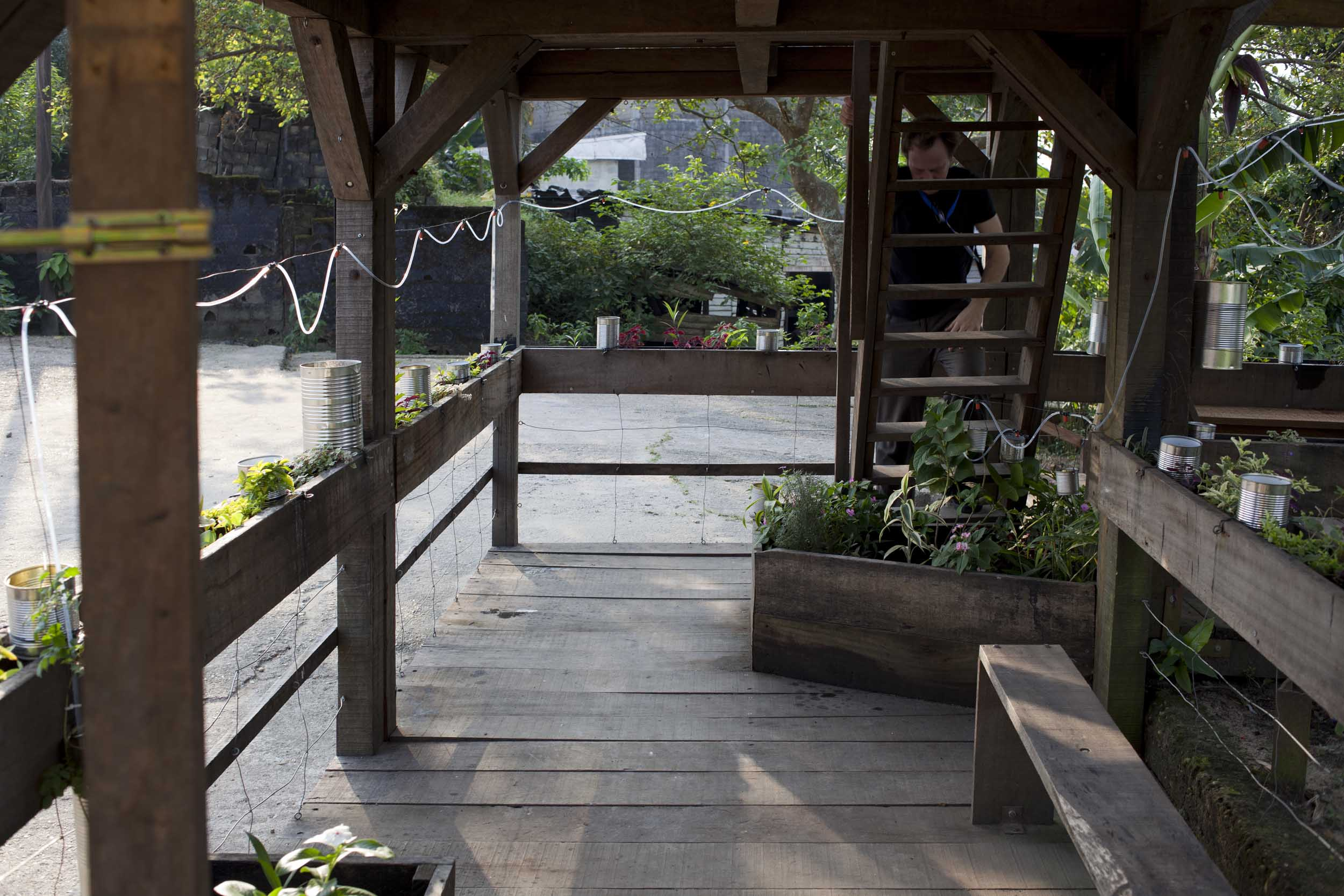
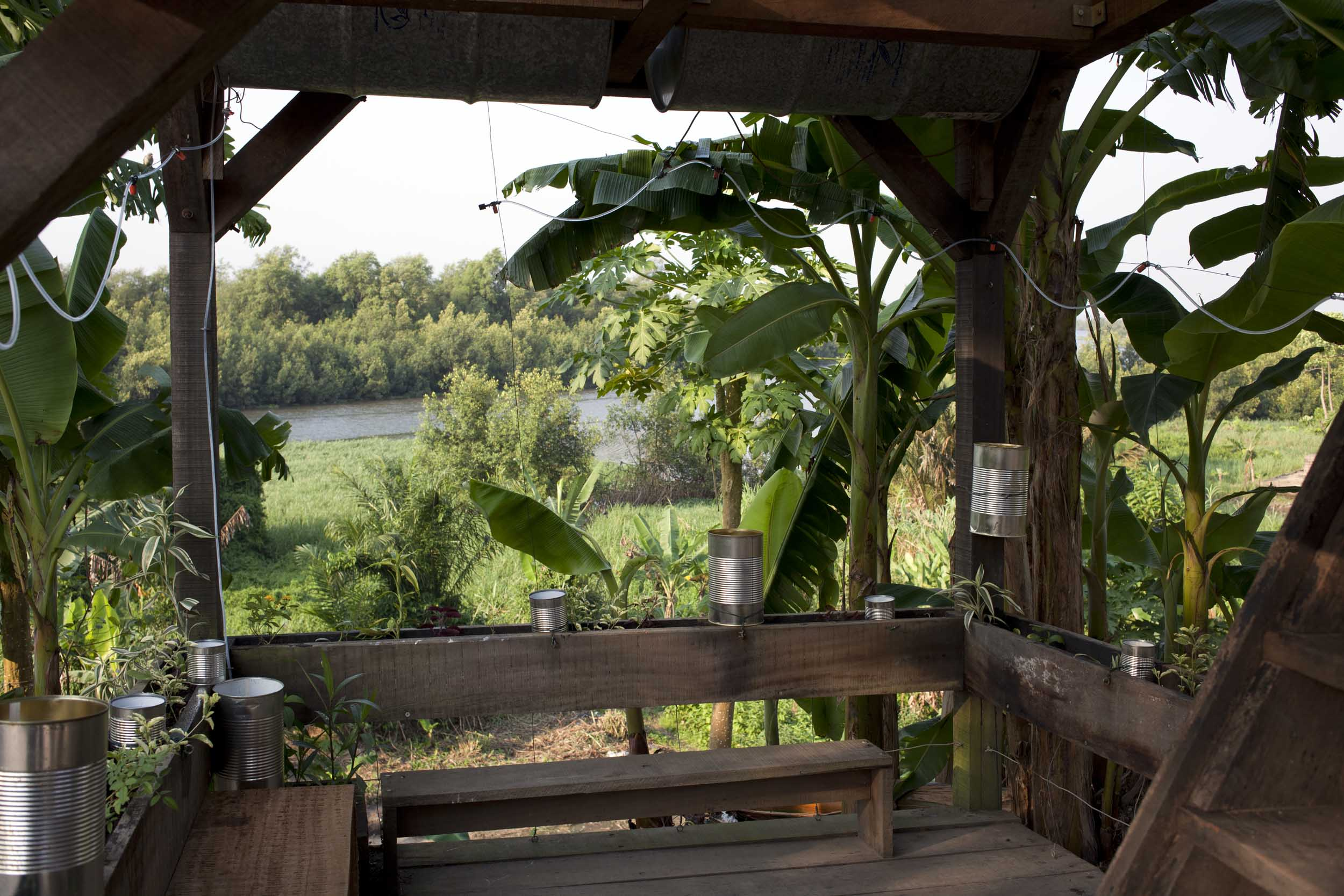

Le Jardin sonore a été restauré en 2012 et 2013 par la réparation et le remplacement de pièces en bois détériorées.